# ۶۶۰ (خورشیدی)
۶۶۰ ششصد و شصتمین سال هجری خورشیدی است.